# Longer Than an EP, Shorter Than an Album
Albums de Uncommonmenfrommars
Scars are Reminders Functional Dysfunctionnality
Longer Than an EP, Shorter Than an Album est un album du groupe Uncommonmenfrommars sorti en 2008.

## Composition du groupe
- Trint Eastwood : chant et guitare
- Motör Ed : chant et guitare
- Big Jim : basse et chœurs
- Daff Lepard : batterie et chœurs

## Liste des chansons de l'album
1. Authority freak 4:07
2. Deadly prank 3:47
3. The boy who had no name 2:03
4. Falling back in line 4:11
5. Lifetime busstop 4:52
6. Dictionary man 3:30
7. She's quite a number 2:49
8. Ninja pebble 4:06